# Ortstein

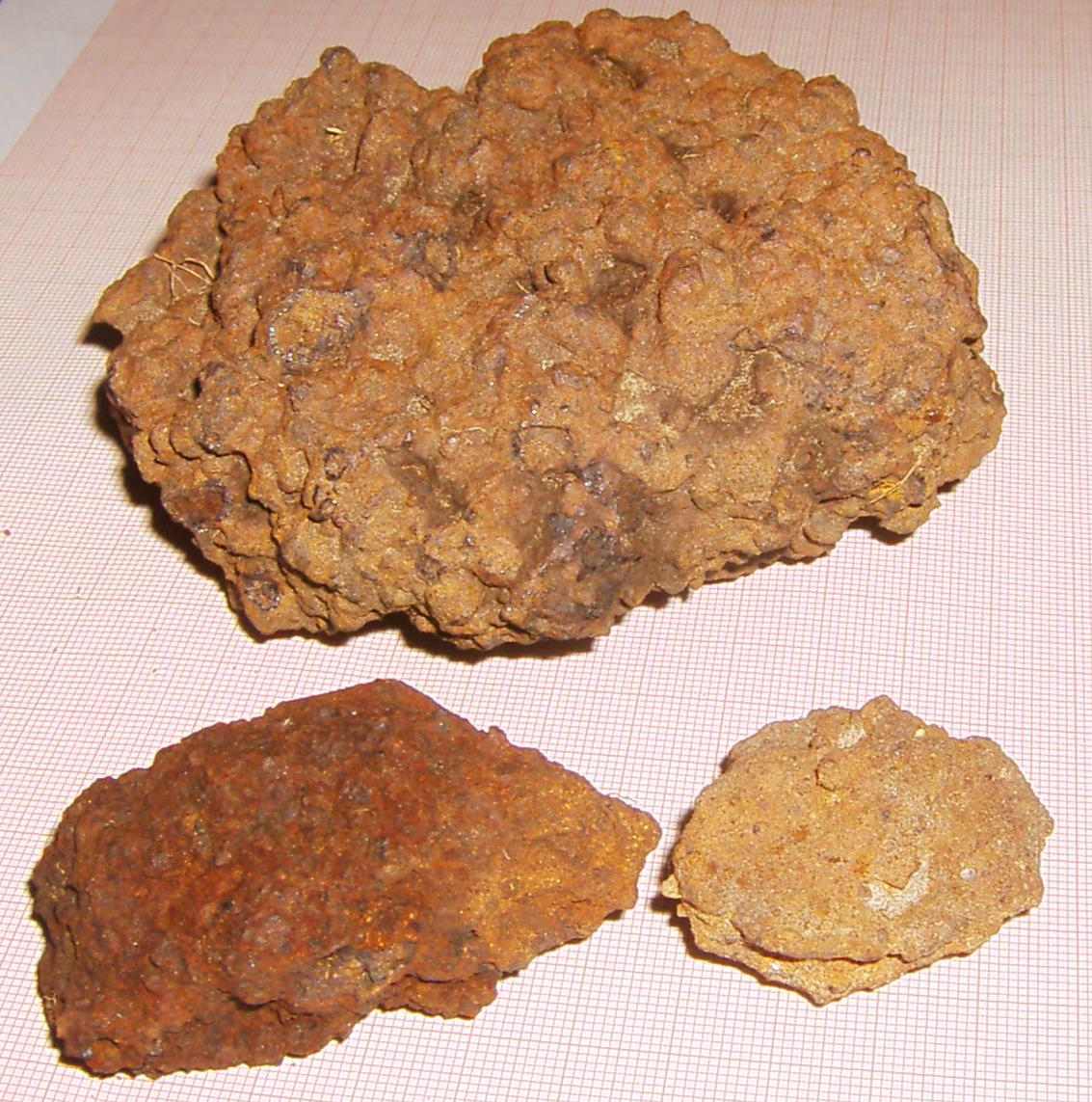
Gesteinsbrocken aus einer Ortsteinschicht

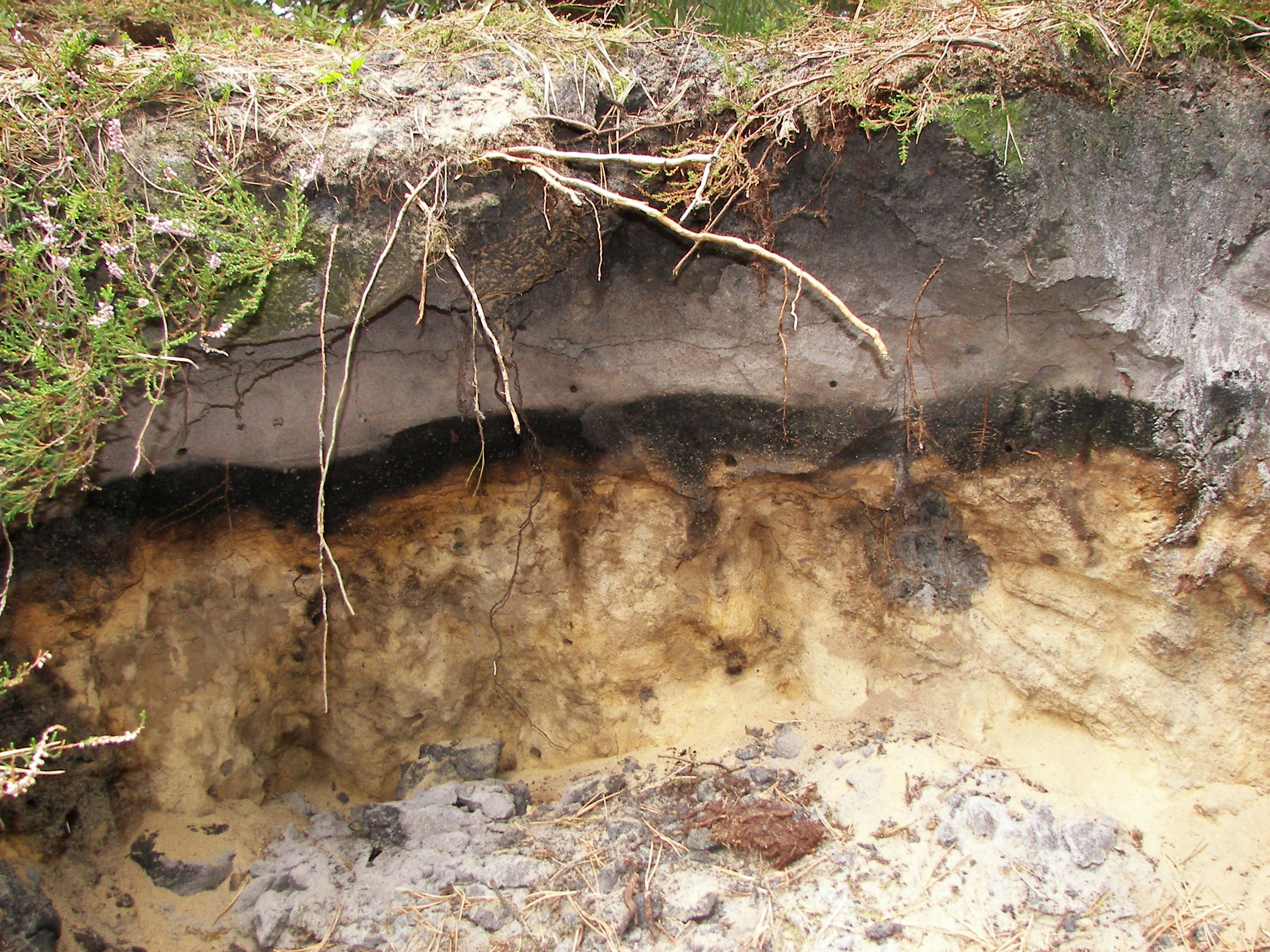
Bodenprofil Heidepodsol mit Ortstein in der Lüneburger Heide

Der Ausdruck Ortstein zu Ort im Sinne einer Spitze (vgl. Waffenkunde, Wappenkunde, oder auch Geländebeschreibung) bezeichnet einen harten wasserundurchlässigen Bereich im Boden. Großflächig findet sich dieser als Bodenhorizont im Unterboden von Podsol. Durch die Auswaschung von Humus- und Eisenverbindungen aus dem Oberboden (Ae-Horizont) und anschließende Ausfällung in 30–40 cm Tiefe entsteht ein verkitteter, sandiger, fester Illuvialhorizont. Eine leichte Ortsteinbildung tritt darüber hinaus auch bei unbefestigten Wegen auf. Dies geschieht dabei eher bei der Verwendung von Rädern, als bei der von Schleifen, was in der Archäologie Rückschlüsse auf die erstmalige Verwendung von Wagen zulässt.
Ortstein besteht aus einem braunschwarzen Bh-Horizont mit überwiegender Humusanreicherung und einem darunterliegenden rostbraunen Bs-Horizont mit Anreicherung von Sesquioxiden, die gemeinsam nur 10 bis 20 cm mächtig sind und eine auffällige Fleckung aufweisen. Da Ortstein fast wasserundurchlässig ist und von den Wurzeln kaum durchstoßen werden kann, wird die Vegetation stark beeinträchtigt.
Durch Tiefpflügen kann die Ortsteinschicht aufgebrochen und das Land urbar gemacht werden.
Carl Emeis erklärte erstmals in einer umfassenden Theorie die Ortsteinbildung und Verheidung.